# Pseudophysocephala nigritarsis
Pseudophysocephala nigritarsis är en tvåvingeart som beskrevs av Krober 1939. Pseudophysocephala nigritarsis ingår i släktet Pseudophysocephala och familjen stekelflugor.
Artens utbredningsområde är Uganda. Inga underarter finns listade i Catalogue of Life.